# Resolució 1390 del Consell de Seguretat de les Nacions Unides
La Resolució 1390 del Consell de Seguretat de les Nacions Unides fou adoptada per unanimitat el 16 de gener de 2002. Després de recordar les resolucions 1267 (1999), 1333 (2000), 1363 (2001), 1368 (2001), 1373 (2001), 1378 (2001) i 1383 (2001) sobre la situació a l'Afganistan i el terrorisme, el Consell va imposar noves sancions a Osama bin Laden, Al-Qaeda, els talibans i altres associats amb ells.
Encara que el Consell de Seguretat havia adoptat resolucions de sancions contra entitats no estatals en el passat, la resolució 1390 va marcar la primera vegada que havia adoptat una resolució sense connexió territorial.

## Resolució

### Observacions
El Consell de Seguretat havia pers nota de les activitats continuades d'Osama bin Laden i la xarxa d'Al-Qaeda en suport del terrorisme internacional. Va reafirmar la seva condemna als atemptats de l'11 de setembre als Estats Units i les acusacions emeses contra Osama bin Laden i els seus afiliats després dels atemptats del 1998 a Kenya i Tanzània.
A més, el preàmbul de la resolució va determinar que els talibans no havien respost a les demandes del Consell de Seguretat. Va condemnar als talibans perquè permetessin utilitzar Afganistan com a base per a activitats terroristes i entrenament per part de la xarxa d'Al-Qaeda. Va denunciar a Al-Qaeda i als grups terroristes associats per múltiples atacs terroristes que havien provocar la mort de civils innocents i destrucció de la propietat.

### Actes
Actuant en virtut del Capítol VII de la Carta de les Nacions Unides, el Consell va decidir continuar les mesures que congelaven els fons d'Al-Qaeda i els talibans i van aixecar mesures relatives a aeronaus controlades pels talibans d'acord amb la Resolució 1388 (2002). Després va decidir imposar noves mesures respecte a Osama bin Laden, els talibans i Al-Qaeda, i va demanar a tots els estats que:
(a) congelar els recursos econòmics i altres actius financers sense demora;
(b) evitar l'entrada o el trànsit a través dels seus territoris de les persones i organitzacions;
(c) imposar un embargament d'armes.
Les mesures podrien ser revisades en un termini de 12 mesos i es va instar a tots els Estats a aplicar plenament la Resolució 1373. Es va demanar al Comitè del Consell de Seguretat establert en la Resolució 1267 que presentés informes periòdics al Consell sobre l'aplicació de la resolució actual basada en la informació presentada a ell per països sobre l'acció que van prendre. Es va instar a tots els estats a informar en un termini de 90 dies i després d'acord amb un calendari establert per la Comissió.
Es va demanar a tots els països que reforcessin i complissin les sancions establertes per les lleis nacionals contra persones físiques i jurídiques que operen en el seu territori per fer front a les violacions de les mesures. A més, foren convidats posteriorment a informar del resultat de les seves conclusions al Comitè, llevat que comprometés les seves investigacions. Es va demanar al secretari general Kofi Annan que assignés al Grup de seguiment el mandat del qual havia de caducar el 19 de gener de 2002 per supervisar l'aplicació de les sancions contingudes en la resolució actual. Hauria d'informar abans del 31 de març de 2002 i després de quatre mesos.